# La inspiració. El gran Pirandello
La inspiració. El gran Pirandello (títol original, La stranezza) és una pel·lícula italiana de 2022 dirigida per Roberto Andò i protagonitzada per Toni Servillo, Salvatore Ficarra i Valentino Picone. S'ha doblat i subtitulat al català.
Ambientada en els anys 1920, aquesta pel·lícula d'època és una comèdia amb personatges irònics, en la qual el protagonista, Luigi Pirandello, es troba un dia amb una parella d'actors aficionats que es dediquen a la producció d'un espectacle.
El rodatge de la pel·lícula va tenir lloc principalment a Sicília, a les ciutats de Palerm, Catània, Trapani i Erice del 7 de febrer al 25 de març de 2022. El primer tràiler de la pel·lícula es va estrenar el 26 de setembre de 2022.